# Fantasía de costumbres
La fantasía de costumbres es un subgénero de la literatura fantástica que también comparte la naturaleza de una comedia de costumbres (aunque sin ser necesariamente humorística). Estas obras suelen tener lugar en un entorno urbano y dentro de los límites de una estructura social bastante elaborada y casi siempre jerárquica. El término fue usado por primera vez por escrito por el crítico de ciencia ficción Donald G. Keller en su artículo The Manner of Fantasy, que apareció en la edición de abril de 1991 de The New York Review of Science Fiction. La escritora Ellen Kushner ha afirmado que fue ella quien le sugirió el término a Keller. El subgénero, o uno muy cercano, también ha recibido el nombre de mannerpunk ("punk de costumbres"), una referencia irónica al subgénero del ciberpunk en la ciencia ficción.[cita requerida]

## Influencias
La "fantasía de costumbres" es literatura fantástica que debe tanto o más a la comedia de costumbres como debe a la fantasía heroica tradicional de J. R. R. Tolkien y de otros autores de alta fantasía. La escritora Teresa Edgerton ha señalado que esto no es a lo que Keller se refería originalmente con el término, pero que éste "ha cobrado vida propia". Los protagonistas no tienen que enfrentarse contra feroces monstruos o contra ejércitos invasores, sino contra sus vecinos y compañeros. La acción transcurre dentro de una sociedad, en vez de dirigirse contra enemigos externos, y si bien pueden ocurrir duelos, las armas principales suelen ser el ingenio y la intriga.
Entre las principales influencias en el subgénero se encuentran las novelas sociales de Jane Austen, las comedias de salón de P. G. Wodehouse y los romances históricos de Georgette Heyer. Muchas escritoras y escritores también se inspiran en novelistas populares del siglo XIX como Anthony Trollope, las hermanas Brontë y Charles Dickens. Es posible que romances tradicionales de aventuras de capa y espada como Los tres mosqueteros de Alejandro Dumas, La pimpinela escarlata de la baronesa Orczy o las obras de Rafael Sabatini hayan tenido alguna influencia. Los romances ruritanos tipificados por El prisionero de Zenda de Anthony Hope, o el mismo Graustark de George Barr McCutcheon, tienen también alguna importancia como precedentes literarios, como la tienen las novelas históricas de Dorothy Dunnett. Aunque todas estas obras contienen elementos que influyeron en su posterior formulación, se considera que el primer ejemplo del género propiamente dicho es el Gormenghast de Mervyn Peake.

## Características
Una trama típica en la fantasía de costumbres implica generalmente una aventura romántica que gira en torno a algún punto de intriga o nimiedad social. La magia, las razas fantásticas y las criaturas legendarias se minimizan dentro del género o incluso se descartan completamente. De hecho, si no fuera por el hecho de que sus escenarios suelen ser completamente ficticios, algunos de los libros que son considerados "fantasía de costumbres" también podrían considerarse ficción histórica.
Otros autores y autoras que han escrito libros que se considera pertenecen a este subgénero son:
- Kage Baker
- Steven Brust
- Lois McMaster Bujold
- Emma Bull
- Susanna Clarke
- Pamela Dean
- ER Eddison
- Teresa Edgerton
- Lynn Flewelling
- John M. Ford
- Barbara Hambly
- Ellen Kushner
- Scott Lynch
- Michael Moorcock
- Alexei Panshin
- Mervyn Peake
- Sherwood Smith
- Caroline Stevermer
- Charles Stross (serie Los príncipes mercaderes)
- Molly Tanzer
- Jack Vance
- Paula Volsky
- Jo Walton (Diente y garra)
- Patricia Wrede

Una clase de fantasías ambientadas en la época contemporánea y mezclando algunas de las características de las fantasías de costumbres con el subgénero de fantasía urbana ha sido llamado, de manera aún más irónica, elfpunk.